# Lijst van voetbalinterlands Australië - Finland (vrouwen)
Deze lijst van voetbalinterlands is een overzicht van alle officiële voetbalinterlands tussen de nationale vrouwenteams van Australië en Finland. De landen hebben tot nu toe twee keer tegen elkaar gespeeld.

## Wedstrijden
| № | Plaats   | Datum            | Competitie         | Wedstrijd           | Uitslag |
| - | -------- | ---------------- | ------------------ | ------------------- | ------- |
| 1 | Helsinki | 26 augustus 1997 | Vriendschappelijk  | Finland − Australië | 2 − 0   |
| 2 | Larnaca  | 9 maart 2015     | Cyprus Women's Cup | Australië − Finland | 3 − 0   |

## Samenvatting
| Competitie         | Totaal gespeeld | Winst Australië | Gelijk | Winst Finland | Doelsaldo Australië – Finland |
| ------------------ | --------------- | --------------- | ------ | ------------- | ----------------------------- |
| Cyprus Women's Cup | 1               | 1               | 0      | 0             | 3 − 0                         |
| Vriendschappelijk  | 1               | 0               | 0      | 1             | 0 − 2                         |
| Totaal             | 2               | 1               | 0      | 1             | 3 − 2                         |

FFA · A-internationals · Australisch mannenelftal
1975 – 1989 · 1990 – 1999 · 2000 – 2009 · 2010 – 2019 · 2020 – 2029
Amerikaans-Samoa ·
Argentinië ·
België ·
Brazilië ·
Canada ·
Chili ·
China ·
Colombia ·
Cookeilanden ·
Denemarken ·
Duitsland ·
Engeland ·
Equatoriaal-Guinea ·
Estland ·
Fiji ·
Filipijnen ·
Finland ·
Frankrijk ·
Ghana ·
Griekenland ·
Haïti ·
Hongarije ·
Hongkong ·
Ierland ·
Indonesië ·
Iran ·
Italië ·
Jamaica ·
Japan ·
Jordanië ·
Maleisië ·
Mexico ·
Myanmar ·
Nederland ·
Nieuw-Caledonië ·
Nieuw-Zeeland ·
Nigeria ·
Noord-Korea ·
Noorwegen ·
Oezbekistan ·
Oostenrijk ·
Papoea-Nieuw-Guinea ·
Portugal ·
Rusland ·
Samoa ·
Schotland ·
Singapore ·
Spanje ·
Taiwan ·
Thailand ·
Tsjechië ·
Verenigde Staten ·
Vietnam ·
Zambia ·
Zimbabwe ·
Zuid-Afrika ·
Zuid-Korea ·
Zweden ·
Zwitserland